# Rivière Maskinongé (vattendrag i Kanada, lat 45,82, long -74,67)
Rivière Maskinongé är ett vattendrag i Kanada.   Det ligger i provinsen Québec, i den sydöstra delen av landet, 90 km nordost om huvudstaden Ottawa.
I omgivningarna runt Rivière Maskinongé växer i huvudsak blandskog. Runt Rivière Maskinongé är det mycket glesbefolkat, med 6 invånare per kvadratkilometer.